# Розелло
Розелло (итал. Rosello) — коммуна в Италии, расположена в регионе Абруццо, подчиняется административному центру Кьети.
Население составляет 342 человека, плотность населения составляет 18 чел./км². Занимает площадь 19 км². Почтовый индекс — 66040. Телефонный код — 0872.
Покровителем коммуны почитается святой Варфоломей, праздник 7, 8 и 9 сентября.